# Christian Rantzau (1614-1663)
 Der er flere personer med dette navn, se Christian Rantzau.
Christian rigsgreve Rantzau (2. maj 1614 – 8. november 1663) var en dansk-holstensk adelsmand, politiker og godsejer. Hans forældre var statholder Gert Rantzau og Dorothea Brockdorff.

## Ungdom og den tidlige karriere
Christian Rantzau blev født på Haderslevhus. Efter faderens død i 1627 og hans holstenske gods Breitenburgs ødelæggelse af de kejserlige tropper under Kejserkrigen, kom han til Sorø Akademi og blev der til 1629. Året efter var han i Henrik Rantzaus følge ved dennes diplomatiske sendelse til kurfyrstedagen i Regensburg og opholdt sig 1631-33 i Nederlandene og især i Frankrig, hvor han 1632 blev valgt til overhoved for den tyske nation ved Akademiet i Orleans. Efter hjemkomsten til Danmark blev han 1634 hofjunker og kort efter kammerjunker hos Christian IV og fulgte 1635 kongen til Norge. Det følgende år opgav han sin stilling på grund af sit ægteskab 31. juli med Dorothea Rantzau, datter af Ditlev Rantzau til Panker (Holsten). Allerede nu var Christian Rantzau en rig mand, der foruden sine Godser i Holsten, navnlig Breitenburg, som han på ny gjorde til et herresæde, dog ikke af den tidligere pragt, ejede Gjesingholm (Løvenholm), Hevringholm, Demstrup og flere hovedgårde i Jylland. Han stod i et venskabeligt forhold til kongens svigersøn, Corfitz Ulfeldt, som han lånte større pengebeløb flere gange. 1639 eller 1640 blev han amtmand i Rendsborg og måske allerede samtidig kongelig landråd, om end hans bestalling som sådan først er af juni 1643. 1642 var han gesandt til Sachsen i anledning af Christian IV's søster kurfyrstinde Hedevigs begravelse. Under Torstenssonsfejden 1643-45 var han generalkrigskommissær og ledede i august 1644 med held angrebet på det af svenskerne besatte Riberhus. Ribe By hædrede ham for hans sejr, og kort efter lykkedes det ham også at besætte Haderslevhus. Glæden varede dog kun kort, da begge slotte kort efter tilbageerobredes af oberst Helmuth Wrangel. Disse uheldige hændelser gav efter fredsslutningen anledning til en krigsretssag mod Christian Rantzau. Han synes generelt ikke have haft en høj stjerne hos Christian IV i tiden op til kongens død i 1648. Medvirkende årsag kan have været, at Rantzau lånte kongen 50.000 rigsdaler til krigsførelsen. Da kronen ikke havde midler til at indløse lånet, fik Rantzau i maj 1645 Tranekær Slot og Len som. Hermed synes hans besiddelser i kongeriget at være væsentligt forøgede.

## Statholder
Frederik III’s tronbestigelse bragte Christian Rantzau til langt større anseelse end tidligere. 1. august 1648 blev han udnævnt til statholder i de kongelige dele af Hertugdømmerne Slesvig og Holsten. Han var blevet udvalgt, ikke kun fordi embedet på det nærmeste var blevet arveligt i hans rantzau-slægten, men også fordi kongen vidste, at i Christian Rantzau havde han en bestemt modstander af Gottorp og en tilhænger af enheden og udeleligheden af den kongelige part af hertugdømmerne. Rantzau havde stor indflydelse på udformningen af det kongelige Arvestatut af juli 1650. Tilmed havde jo Rantzau indflydelse i kongeriget uden at stå i nært forhold til den danske adel. Ved Frederik III’s kroning i november 1648 blev han slået til ridder.
Om hans politiske evner er det imidlertid ikke muligt at have nogen afgørende mening. Blandt samtidige vurderedes det nok, at det var mere hans forfædres fortjenester end hans egen dygtighed, der bragte ham til sin fremtrædende stilling. Sikkert var det, at Christian Rantzau var en ærgerrig og ofte hensynsløs mand med trang til glans og anseelse. Efter at han 1649 havde tilkøbt sig amtet Barmstedt i det Pinneberg af hertug Frederik 3. af Gottorp, opnåede han året efter, i november 1650, medens han var kongens udsending til Wien for at tage Holsten til len af den tysk-romerske kejser Ferdinand 3., at denne ophøjede ikke alene ham og hans livsarvinger af begge køn i den rigsgrevelige stand, men også at førnævnte amt Barmstedt blev et umiddelbart rigsgrevskab. Som indehaver af dette tog han 1653 sæde på rigsdagen i Regensburg. Han var så optaget af sin nye stand, at han i sit testamente pålagde sine efterkommere at tage hensyn til forskellen paa en grevelig og en almindelig adelig begravelse.

## Forholdet til Corfitz Ulfeldt
Forholdet til Corfitz Ulfeldt var måske allerede noget kølnet i Christian IV’s sidste år. Dog var Ulfeldt og Rantzau rimeligvis enige 1648 om Ditlev Reventlows fjernelse fra amtmandsposten i Haderslev, og Ulfeldt lykønskede ham endnu til grevetitlen. Men kort før rigshofmesterens fald må der være indtrådt en forandring i deres forhold. Der er nogen grund til at tro, at Christian Rantazau har stået i forbindelse med oberst Jørgen Walter i affæren omkring Dina Vinhofvers og angrebet på Ulfeldt. Kongens tillid til Rantzau under den vanskelige stilling i 1651 viste sig i, at han ikke alene lod ham på Breitenburg afholde hemmelige overvejelser om forsvarsforholdsregler i Hertugdømmerne, men også kaldte ham til København for at bistå med råd. Rantzau kom til hovedstaden i begyndelsen af maj. De følgende forandringer i regeringen bragte ham dog ikke til større indflydelse i kongeriget. Han ramtes i de følgende år også af personlige sorger. Med sin hustru levede han i praksis i skilsmisse, og imod hans vilje beskyttede hun det 1656 indgåede ægteskab mellem hans datter Margrethe og den senere så mægtige Frederik Ahlefeldt til Søgaard. Denne sag havde også den betydning for ham, at han blev ildeset af dronning Sophie Amalie, der havde Ahlefeldt som yndling. Christian Rantzau måtte til sidst bøje sig og anerkende svigersønnen. 1659 afkøbte denne hans fordring på Kronen og overtog derved Tranekær i pant. Men også politisk havde han måske stået både mod dronningen og Ahlefeldt, i det han skal have frarådet krigen mod Sverige 1657, som de to havde været fortalere for. Dog sendtes Rantzau juli samme år til dronningens broder Christian Ludvig af Braunschweig-Lüneburg for at overtale ham til et forbund med Danmark, men uden resultat.
Heller ikke på den videre rejse til kurfyrstedagen i Frankfurt fik han skabt nogen alliancer.
Det lyder mærkeligt, at han umiddelbart efter den anden svenske krigs udbrud, i oktober 1658, søgte om kongelig tilladelse til at rejse til Italien; kongen tilstod ham den, om end med en vis beklagelse, men han benyttede sig ikke af den. Da der 1659 var tale om at sende ham som gesandt til England, ønskede han det ikke og blev også fri.
Således syntes forholdene ikke at varsle særlig gunstigt for ham med hensyn til yderligere anseelse. Da hævede den ny enevældes trang til at knytte til sig en fornem og rig mand
uden for den kongerigske adel ham pludselig langt højere op end hidtil. I februar 1661 udnævntes han til assessor i alle de nye kollegier og fik vistnok allerede da titel af overstatholder. Han havde derved opnaaet en særstilling imellem alle de andre ministre, og den voksede, da rigsdrosten Joachim Gersdorff døde i april 1661. I høj grad følte han sin myndighed. I anledning af, at der af statskollegiet i hans fravær var taget en Beslutning, opfordrede han kongen til at tilsidesætte den, og i juni 1661 rettede han under en rejse i hertugdømmerne, hvor han i maj havde sluttet en overenskomst med Gottorp om kontributionernes fordeling, en skrivelse til Frederik III, hvori han ikke alene irettesatte sine fæller i det nævnte kollegium for i så stort et tal at have forladt hovedstaden, men i virkeligheden også dadlede kongen for at have givet sit samtykke dertil. Ikke desto mindre bevarede han Frederik III’s gunst. Ved et egenhændigt Brev af 23. august 1661 overdrog han ham præsidentposten i statskollegiet og udnævnte ham til sin premierminister, dog med titel af overstatholder. Derved var han altså blevet rigets første embedsmand og Kongens første rådgiver. Personlig synes han at have stået Christopher Gabel nærmest af Hoffets Mænd. Han kalder ham endog i sit testamente sin «Herr Sohn»; deraf kan måske sluttes, at han endnu stadig ikke stod i det bedste forhold til Dronningen, om end også dennes yndling Jacob Pedersen (XII, 623) betænktes af ham i testamentet. Muligvis har han befæstet sig i kongens gunst ved forstrækninger af sin rigdom; han lånte ham bl.a. et sølvservice, der vejede 19236 Lod, og en med 5 diamanter prydet gylden elefant. Med hensyn til hans politiske virksomhed som premierminister er det sikkert, at han i modsætning til regeringens militære elementer var en tilhænger af indskrænkninger af hæren; i hertugdømmernes anliggender sluttede han sig til kongens ønske om en ophævelse af fællesregeringen. I Cai Lykkes sag havde han før sin sidste udnævnelse i juli 1661 sammen med Gabel ført de forhandlinger, der bragte den ulykkelige adelsmand til forsøg på at frikøbe sig for kongens unåde ved store ofre af penge og gods, og derefter var han i september forsidder i Højesteret, da sagen desuagtet kom for denne, og voterede for den strengeste dom (X, 507 f.). Umiddelbart efter rejste han til Bornholm i en sendelse, der havde flere opgaver. Han modtog arvehyldningen af øens indbyggere, afnødte disse en stor pengesum som vederlag for kongens genkøb af deres Land fra Sverige, undersøgte klagerne over guvernøren general Fuchs (V, 483) og ordnede skatteforholdene. Tillige havde han det ærinde at forhandle med den på Hammershus som fange siddende Corfitz Ulfeldt om hans løsladelse. Den i den anledning for ham udstedte særlige instruks synes at vise en personlig medlidenhed fra R.s side mod fangen, hvem han fik lov til af sine egne midler at skænke vin og øl; men den har tillige den mærkelighed, at den antyder langt mildere vilkår for frigivelsen end dem, som blev resultatet af R.s rejse.
På Bornholm synes han derimod netop at være optrådt imod Ulfeldt og Leonora Christina med hårdhed og personlige trusler og affordrede dem i alt fald langt strengere betingelser, end hans instruks i og for sig hjemlede. Og, som bekendt, blev dette ikke nok; efter hans hjemrejse til København, hvor han ankom i begyndelsen af december, lod regeringen vilkårene yderligere forværres, og da Ulfeldt kom til hovedstaden ved årets slutning, førte R. de afgørende forhandlinger med ham i sit eget hus. Der er herover noget gådefuldt, og det kan næppe finde sin forklaring ved, at han snart efter synes at have haft en noget svagere stilling ved hoffet end hidtil. Han, der for øvrigt i foråret 1662 havde den næppe store sorg at miste sin hustru, genvandt også snart sin indflydelse. I maj samme år undertegnede han på Gottorp den såkaldte perækvationsreces med hertugen; i oktober samme år var han for kongen i Dresden. I juli 1663 deltog han i den sidste dom over Ulfeldt og ledede i august og september forhørene over den fængslede Leonora Christina. Men hans helbredstilstand var vaklende, og 8. november 1663 døde han i København. Hans ligbegængelse foregik med stor Højtidelighed; liget førtes til Kiel og bisattes der 9. juni 1664.